# Nordsted
Nordsted (dansk) eller Norstedt (dansk/tysk) er en landsby og kommune beliggende cirka 16 km nordøst for Husum på midtsletten i Sydslesvig. Administrativt hører kommunen under Nordfrislands kreds i den nordtyske delstat Slesvig-Holsten. Kommunen samarbejder på administrativt plan med andre kommuner i omegnen i Fjolde kommunefællesskab (Amt Viol). I kirkelig henseende ligger byen i Fjolde Sogn. Sognet lå i Nørre Gøs Herred (Bredsted Amt, Slesvig), da området tilhørte Danmark.

## Geografi
Landsbyen er beliggende på gesten i et randmorænelandskab. I Nordsted Hede ligger bakken Falkbohøj.
Med under kommunen hører Spinkebøl (Spinkebüll), Nordsted-Nørremark og -Vestermark.

## Historie
Nordsted (Norsted) er første gang nævnt 1457. Forleddet henføres til adverbiet glda. nortær (≈nordpå). Spinkebøl er første gang nævnt 1451. Forleddet er enten afledt af sønderjysk spinke for spurv eller af tilnavnet glda. Spink.